# Kolizja samolotów na lotnisku Detroit (1990)
Kolizja samolotów na lotnisku Detroit – kolizja dwóch samolotów, do której doszło na lotnisku Detroit 3 grudnia 1990 w Romolus w Stanach Zjednoczonych. W wyniku katastrofy śmierć poniosło 8 osób, a 10 osób zostało rannych.

## Wypadek
DC-9 otrzymał zezwolenie na kołowanie do pasa startowego 03C, ale ominął skręt w drogę kołowania Oscar 6 i wjechał na zewnętrzną drogę kołowania. Aby naprawić błąd, załodze polecono skręcić w prawo na drogę kołowania X-ray, ale zamiast tego skręciła w aktywny pas startowy 03C. Zrozumieli błąd i skontaktowali się z kontrolą ruchu lotniczego, która nakazała im natychmiastowe opuszczenie pasa startowego. Pięć sekund później załoga zobaczyła Boeinga 727, zmierzającego w ich stronę, który otrzymał pozwolenie na start. Skrzydło Boeinga uderzyło w prawą stronę kadłuba DC-9 tuż pod oknami i silnikiem nr 2, ostatecznie odcinając prawą stronę kadłuba DC-9, który zapalił się.
Stewardesa i pasażer na tylnym siedzeniu samolotu DC-9 zmarli w wyniku wdychania dymu, zwolnienie stożka ogonowego nie zostało aktywowane. Później dochodzenie wykazało, że mechanizm zwalniający nie działał mechanicznie.

## Dochodzenie
Wypadek został zbadany przez NTSB, która ustaliła prawdopodobną przyczynę wypadku:
- brak odpowiedniej koordynacji załogi, w tym wirtualne odwrócenie ról przez pilotów DC-9, co doprowadziło do tego, że nie zatrzymali oni kołowania samolotu i nie powiadomili kontrolera naziemnego o niepewności ich pozycji niezwłocznie przed i po wtargnięciu na czynną drogę startową[3].

Do przyczyny wypadku przyczyniły się:
- Niedociągnięcia w służbach kontroli ruchu lotniczego zapewnianych przez wieżę w Detroit, w tym niepodjęcie przez kontrolera naziemnego w odpowiednim czasie działań mających na celu zaalarmowanie lokalnego kontrolera o możliwym wtargnięciu na pas startowy, nieodpowiednie obserwacje widzialności, awaria stosowania progresywnych instrukcji kołowania w warunkach słabej widoczności oraz wydawania niewłaściwych i mylących instrukcji kołowania, czemu towarzyszy nieodpowiedni nadzór zastępczy w stosunku do poziomu doświadczenia dyżurującego personelu[3];

- Braki w oznakowaniu nawierzchni, oznakowaniu i oświetleniu na lotnisku oraz brak wykrycia lub usunięcia przez nadzór FAA któregokolwiek z tych braków[3];
- Niezapewnienie przez Northwest Airlines odpowiedniego szkolenia w zakresie zarządzania zasobami w kokpicie swoim załogom[3].

Do ofiar śmiertelnych w wypadku przyczyniła się niesprawność wewnętrznego mechanizmu zwalniającego stożek ogonowy DC-9. Do liczby i ciężkości obrażeń przyczyniło się niepowodzenie załogi DC-9 w prawidłowym przeprowadzeniu ewakuacji pasażerów.

## Następstwa

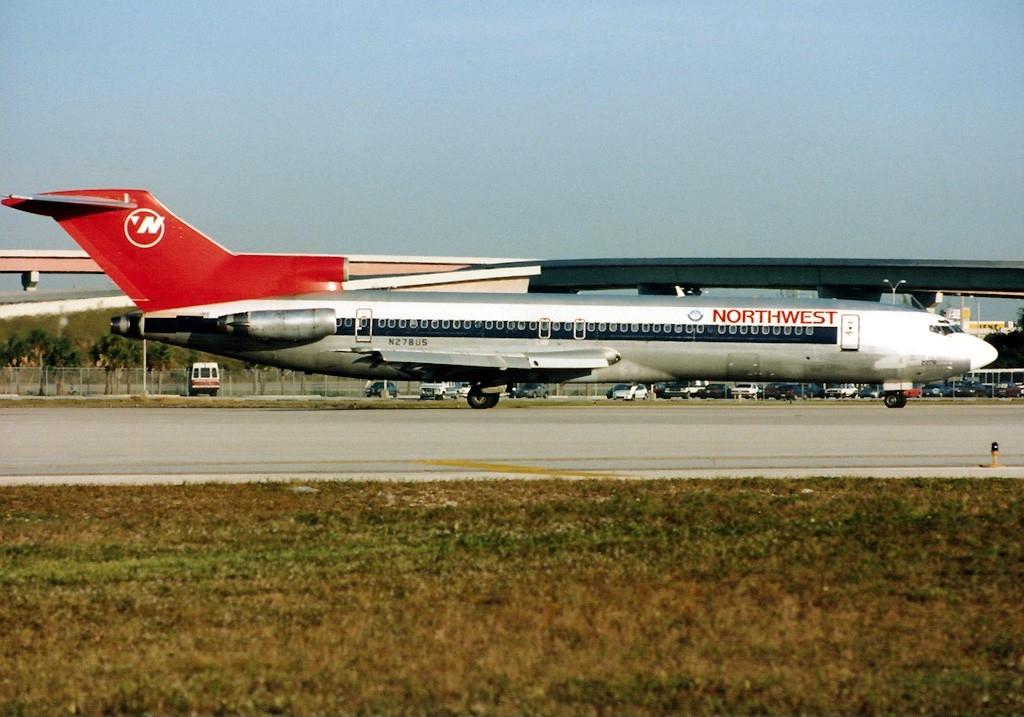
Naprawiony Boeing 727, zdjęcie z 1993

Uszkodzone skrzydło Boeinga 727 zostało naprawione, a samolot wrócił do służby.
Wypadek pojawia się w 4 odcinku 19 sezonu serialu Katastrofa w przestworzach.